# H&H Export Sébaco
El Club Sport Sébaco es un equipo de fútbol de Nicaragua que juega en la Primera División de Nicaragua, la primera categoría nacional.
Actualmente tiene como hijo al Managua FC, UNAN Managua y Matagalpa FC

## Historia
Fue fundado en el año 2018 en la ciudad de Matagalpa luego de que el Deportivo Sebaco desapareciera en ese año, aunque los colores del equipo no son los mismos. El club surgió luego de que unos empresarios locales ganaran una demanda de $6000.
Se unió a la Segunda División de Nicaragua en ese mismo año, y luego de tres temporadas juega el playoff de ascenso ante el Chinandega FC, al cual venció 5-3 en el marcador global y logra por primera vez el ascenso a la Primera División de Nicaragua.